# Justin MacCarthy
 (février 2012).
Si vous disposez d'ouvrages ou d'articles de référence ou si vous connaissez des sites web de qualité traitant du thème abordé ici, merci de compléter l'article en donnant les références utiles à sa vérifiabilité et en les liant à la section « Notes et références ».
Pour les articles homonymes, voir Justin MacCarthy (homonymie).
Ne doit pas être confondu avec Justin McCarthy.
Justin Mac Carthy-Muskerry, duc de Mountcashel (Irlande, vers 1638 - Barèges, 1er juillet 1694), est un général irlandais jacobite qui fut lieutenant général de l’armée catholique de Jacques II d'Angleterre. 

## Biographie
Justin MacCarthy naît en Irlande vers 1638, probablement au château de Blarney, près de Cork, résidence principale de sa famille. Il est le troisième et plus jeune fils de Donagh MacCarthy (1594-1665), vicomte Muskerry (fief de plus de 300 000 acres), et d’Eleanor Butler.
Par sa mère, il appartient à la plus puissante maison anglo-irlandaise, celle des comtes d’Ormonde, et par son père à une branche cadette des Mac Carthy-Mor, princes de Desmond et comtes de Clancarthy (alias de Glencar, 1565). Ces Mac Carthy descendraient d’Aenas (mort en 489) – alias Aonghus - premier roi chrétien de Munster, baptisé à Mount Cashel (sa capitale), par Saint Patrick, au milieu du Ve siècle. Un autre ancêtre fameux est Cormac Mac Carthy (mort en 1138), roi de Munster, bâtisseur de l’église de Cashel, consacrée en 1134.
Vassaux de la couronne d’Angleterre depuis 1172, les Mac Carthy-Mor ont maintenu leur indépendance – par la négociation et au besoin par les armes - jusqu’à la mort de Donal, comte de Clancarthy en 1596. Son successeur, lord Finghin – alias Florence - (1562-1640), « the Mac Carthy-Mor », a participé au grand soulèvement des comtes irlandais contre l’Angleterre, mais sans parvenir à y rallier l’ensemble du clan. Ses deux principaux parents, lord Carbery et lord Muskerry, ont refusé de s’engager dans cette rébellion, finalement matée par le pouvoir central peu avant la mort de la reine Élisabeth Ire (1603).
À l’époque de la naissance de Justin, le prestigieux Florence demeure détenu à Londres ; l’ordre traditionnel irlandais a vécu et les Mac Carthy-Mor ont définitivement perdu l’essentiel de leurs propriétés (confisquées), titres et influence. Les Mac Carthy-Muskerry, au contraire, qui ont su composer avec les Tudor puis les Stuarts, commencent alors à affirmer leur prééminence sur le clan, prenant le relais de la branche aînée.
Le grand-père de Justin, Cormac (alias Charles) Mac Carthy (1564-1640), vicomte Muskerry, élevé à Oxford, demeure dévoué catholique mais sera enterré à l’abbaye de Westminster. Il épouse Margareth O’Brien, fille du comte de Thomond et leurs enfants font eux aussi d’habiles mariages : Donogh avec la sœur de James, comte - puis duc - d’Ormonde, bientôt nommé vice-roi d’Irlande par Charles 1er ; Mary, mariée à Sir Valentine Browne, baronnet de Molahiffe, dont la famille possède une grande partie des terres confisquées aux Mac Carthy-Mor ; sa cadette Eleanor, qui épouse Cormac Mac Carthy-Reagh, lord de Carbery, chef de la plus puissante branche du clan avec celle de Muskerry.

### Fils de combattant, accueilli enfant par la France, 1640-1660
Lorsque la guerre civile débute, en 1641, le vicomte Muskerry, père de Justin, est nommé major général et commandant en chef des forces catholiques de la province de Munster, opposées à la fois à la couronne (Ormonde) et aux puritains du parlement. Son adjoint est son beau-frère, lord Carbery, colonel du régiment Mac Carthy-Reagh et chef des clans du Munster. En 1646, catholiques et royalistes s’unissent finalement – trop tard - face à Cromwell, et Muskerry est nommé lord président du Munster.
Retranché dans une place forte Mac Carthy-Mor, sur le lac Killarney, il est le dernier général à déposer les armes face au « lord protecteur », en juin 1652. Il obtient la vie sauve pour ses quatre mille compagnons et leur transfert sur le continent. Condamné à mort, il est finalement rejugé et exilé, grâce, dit-on, à l’influence de Lady Ormonde (février 1654).
Lord Muskerry sert alors en Espagne, ayant reconstitué un régiment de vassaux, puis, à partir de 1656 comme ambassadeur du roi Charles II en France, à Saint-Germain-en-Laye, résidence de la reine Henriette. En récompense de ces services, le monarque en exil restaure le titre de comte de Clancarthy au profit de son ambassadeur (1658).
Restauré sur le trône, Charles II restitue intégralement à lord Clancarthy ses biens confisqués (1661), consacrant ainsi la prééminence des Muskerry sur le clan. Il est vrai que le duc d’Ormonde est alors redevenu vice-roi d’Irlande - emploi qu’il va conserver jusqu’à sa mort, en 1685 – et veille aux intérêts de son beau-frère Clancarthy, puis de ses neveux.
Propriétaire de quelque 140 000 acres dans sa vicomté de Muskerry, le nouveau chef du clan y établit un grand nombre de ses vassaux moins heureux que lui. Il obtient également que son beau-frère, lord Carbery - qui a été son adjoint pendant la guerre civile, et a servi comme colonel en Espagne, puis en France jusqu’en 1660 – puisse récupérer une partie des biens qui lui ont été confisqués. Il en sera de même des Mac Carthy-Mor qui, grâce à leur mère, lady Sarah Mac Donnel, sœur du marquis d’Antrim, pourront récupérer une partie de leurs biens en 1663.
Justin, lui, réfugié en France avec sa mère et ses frères vers 1650, continue d’y servir dans l’armée française avec ses cousins Mac Carthy-Reagh. Ses sœurs, Helena, Margaret et Eleanor sont respectivement mariées à William Burke, alias de Burgh, 6e comte de Clanrikard, à Luc, comte de Fingall et à John Power (ancêtre des actuels comtes de Clancarty). Lui-même épouse vers 1660 lady Arabella Wentworth, fille d’un ami défunt de son père, Thomas, comte de Strafford (mort en 1641), membre du conseil privé de Charles 1er et vice-roi d’Irlande jusqu’en 1640, exécuté par le parlement.
Justin est alors connu à la cour de Louis XIV sous le nom de « Mouskry » (déformation de Muskerry). En juin 1665 son frère aîné, Charles, vicomte Muskerry, colonel, favori et gentilhomme de la chambre du duc d’York - futur James II - est tué par un boulet de canon hollandais lors d’une bataille navale victorieuse. Enterré à l’abbaye de Westminster, il est bientôt suivi dans la tombe par lord Clancarthy, qui meurt à Londres au mois d’août, à l’âge de 70 ans.

### Officier catholique, francophile, sans fief irlandais ni faveurs à Londres, 1665-1685
Justin croit un temps qu’il sera appelé à succéder à son père, dont le fils cadet, Callaghan, étant séminariste dans un monastère français. Mais le nouveau comte de Clancarthy renonce à la prêtrise et épouse même une anglicane, lady Elisabeth Fitz Gerald, fille du 16e comte de Kildare, dont il a bientôt un fils, Donogh (1668).
Justin décide donc de demeurer au service de la France et participe à plusieurs campagnes contre la Hollande. En 1676, il est appointé par Louvois pour commander le régiment d’infanterie du duc de Monmouth (fils illégitime de Charles II) et sert aux Pays-Bas. La même année, son frère aîné Callaghan meurt, au mois de novembre, séparé de sa femme. Le nouveau comte de Clancarthy est encore un enfant, pupille de son grand-oncle le duc d’Ormonde et élevé par une mère anglicane.
En 1678, l’Angleterre ayant pris ses distances avec Louis XIV, Justin est rappelé avec son régiment par Charles II. Il obéit, mais sa francophilie ne lui permet pas de rentrer dans les grâces de son souverain. En 1682, sa belle-sœur, la comtesse de Clancarthy, se remarie à Dublin à Sir William Davys (mort en 1687), éminent magistrat (« lord chief of justice »), avec lequel elle va former « le plus heureux couple du monde » (lettre au duc d’Ormonde).
Justin doit attendre décembre 1684 pour retrouver faveur à la cour : ayant soustrait son neveu Donogh, comte de Clancarthy, à l’influence maternelle, il parvient à organiser le mariage du jeune lord, à Westminster, avec Elisabeth Spencer, fille du comte de Sunderland, secrétaire d'État.
Soutenu par le duc d’York, Justin est bientôt nommé colonel d’un régiment d’infanterie en Irlande - unité jusque-là commandée par son cousin anglican Ormonde.

### «Capitaine» du clan Carthy et recours irlandais de James II, 1685-1689
Justin retrouve Cork, son clan et les terres de sa famille. Il est rejoint dès 1685 par le jeune ménage Clancarthy, qui s’établit au château de Blarney, aux portes de Cork. Justin est chargé secrètement par le duc d’York de créer en Irlande une armée fidèle au futur roi catholique. Il met en place les conditions qui, le jour venu, permettront aux principaux chefs du clan Carthy de lever rapidement - à leurs frais - leurs propres régiments, principalement composés de vassaux. À ses côtés, son neveu, leurs cousins Mac Carthy-Reagh, à Carbery, et Mac Carthy-Mor, dans le Kerry, se préparent à l’action.
Peu après l’avènement de James II, Justin est promu major général (1686). L’année suivante, il est nommé lord lieutenant du stratégique comté de Cork et conseiller privé du roi. Renversé le 11 décembre 1688, par son gendre protestant William d’Orange, James II se réfugie en France. Il fonde désormais ses espoirs sur le soutien militaire de Louis XIV et la fidélité de ses sujets catholiques d’Irlande.
Les Catholiques irlandais ont formé cinquante régiments, rassemblant probablement 30 000 hommes, dont environ un dixième sont des vassaux du clan Carthy. Le 9 janvier 1689, la belle lady Honora Burke (1675-1698), nièce de Justin, qui n’a pas quinze ans, épouse, sur la terre paternelle de Portumna (comté de Galway), Patrick Sarsfield, de Lucan (comté de Dublin), l’un des jeunes officiers les plus prometteurs de cette nouvelle armée irlandaise.
Justin Mc Carthy-Muskerry est promu lieutenant général et commandant des forces de Munster, où le roi vient le rejoindre, débarquant près de Cork au mois de mars 1689. Les affaires militaires sont assez bonnes. En Munster, Justin s’est emparé des villes rebelles de Bandon et de Castlemartyr. Des exactions y sont commises mais le général en est blanchi. En Ulster, la situation n’est pas encore maîtrisée, mais le lieutenant général Richard Hamilton (en), à la tête d’une troupe régulière de 2 500 hommes, tient les rebelles protestants en échec, de Charlemont (en) à Coleraine.
James II nomme Tyrconnell – rival de Justin - général en chef, avec Rosen comme adjoint. Justin reçoit la promesse d’un corps d’armée et la charge de maître général de l’artillerie d’Irlande, arme indispensable, dont le parc de canons est très insuffisant. Le roi espère que les amitiés françaises du général lui permettront d’y remédier rapidement. Son neveu, le jeune lord Clancarthy, qui n’a pas vingt-et-un an, est nommé gentilhomme de la chambre du roi (mars 1689), puis colonel du 4e régiment d’infanterie, rebaptisé Clancarthy.
Une semaine avant l’entrée de James II à Dublin, le général Hamilton a battu les rebelles williamistes d’Ulster à Dromore, et les a chassés vers Coleraine. Les villes de Derry et Enniskillen demeurent les seuls véritables points de résistance williamiste en Irlande. Il faut en priorité faire tomber le puissant port rebelle de Derry.
Au début d'avril, alors que les forces jacobites convergent vers Derry, les chefs williamistes d’Irlande envoient tous des volontaires renforcer la garnison de la ville, qui devient La cité des rebelles. Les défenseurs d’Enniskillen envoient un détachement à Derry. 480 barils de poudre, récemment débarqués de navires anglais, y sont transportés. Coleraine est abandonnée, ainsi que Culmore, dont le gouverneur, le capitaine Murray, rejoint Derry à la tête de 1 500 hommes. Dès son arrivée, il communique son esprit de résistance aux habitants et se pose en rival de l’indécis gouverneur Lundy – qui correspond secrètement avec Hamilton et Rosen.
Le 18 avril, James II atteint le camp irlandais à Johnstown, à quatre ou cinq miles de Derry. La réponse des défenseurs de Derry quand le roi se présente sous leurs murs est un tir de canon - qui tue un officier d’état-major – et le cri de No Surrender. Le bombardement de la ville débute le 21 avril, mais l’artillerie disponible est insuffisante. Laissant le général Hamilton poursuivre le siège de Derry, le roi est retourné à Dublin ouvrir le Parlement.

### Chevalier dela Jarretière
Une fois à Dublin, James II reçoit Justin Mac Carthy-Muskerry chevalier de la Jarretière (avril). Tyrconnel est créé duc et Justin vicomte Mountcashel (mai). Sir Valentine Browne (1638-1694), baronnet de Molahiffe, cousin germain de Justin, est lui créé vicomte Kenmare.
Son neveu Clancarthy est nommé gentilhomme de la chambre du roi (mars 1689), puis colonel du 4e régiment d’infanterie, rebaptisé Clancarthy, et reçu à la chambre des lords d’Irlande en mai, étant encore mineur. Plusieurs Mac Carthy siègent comme députés des comtés de Cork et de Kerry à la chambre des communes. C’est le cas en partie de son cousin Donal Mac Carthy-Reagh, colonel d’un régiment d’infanterie, élu du comté de Cork. Tandis que le Parlement s’assemble et débat, en mai et juin 1689, les rebelles d’Enniskillen font avec succès plusieurs sorties vers Ballincarrig, Omagh, et Belturbet.

### Newton Butler et Carrikfergus, juillet-août 1689
C’est au lieutenant général lord Mountcashel, recommandé par l’allié français, que James II confie sa principale armée, celle qui doit être envoyée en Ulster pour s’en assurer le contrôle, en mettant fin à la résistance des forces orangistes, qui tiennent toujours les villes de Derry et d’Enniskillen.
Justin dispose de trois régiments d’infanterie, deux de dragons, et d’une modeste unité de cavalerie (soit au total environ 5 000 hommes). Ses troupes montées sont commandées par le comte Anthony Hamilton (l’auteur des Mémoires de Grammont). En juillet, Mountcashel fait mouvement vers le nord de l’île. Il doit être rejoint par les forces du colonel Sarsfield, son neveu, venant de Sligo.
Ravitaillés en munitions par la flotte destinée à soutenir Derry, les williamistes d’Enniskillen attaquent le camp du duc de Berwick, à Trellick, mais sont repoussés avec des pertes. Mais la priorité est Derry, où Berwick est peu après envoyé rejoindre Rosen, la prise d’Enniskillen étant confiée à Lord Mountcashel, qui approche. Une fois la résistance d’Ennikillen réduite, Justin effectuera sa jonction avec Hamilton et Rosen devant Derry, dont l’investissement devra impérativement commencer avant l’arrivée d’une flotte anglaise.
A l’écart de l’objectif principal des royalistes, Enniskillen retarde cette jonction. Les assiégés y disposent de quatre régiments d’infanterie venant de Cavan et d’un nombre équivalent d’hommes d’autres provenances. Ils sont commandés par le général Wolseley et le colonel Berry. Fin juillet, le lieutenant général lord Mountcashel approchant, les Enniskilleners décident de ne pas attendre d’être attaqués dans leur forteresse.
Le 31 juillet 1689, à Lisnaskea, sous les ordres de Berry, ils repoussent l’avant-garde de Mountcashel commandée par Anthony Hamilton. Le même jour l’ensemble des forces williamistes entre en action contre Mountcashel à Newtown-Butler, non loin d’Enniskillen. Justin accepte de livrer bataille sur un terrain qu’il connaît encore mal. Au cri de No Popery, Wolseley les lance à l’attaque. Les troupes royalistes, récemment levées dans le sud du pays, font face à des combattants aguerris aux combats, et connaissant chaque pouce de terrain.
Le général Wolseley exploite parfaitement la proximité de marécages, vers lesquels il repousse l’armée catholique, qui y perd sa cohésion, puis se débande sous la mitraille. Le régiment de Mountcashel, mieux discipliné, fait exception, tient le terrain et se fait courageusement tailler en pièces. 2 000 royalistes sont tués ; 400 survivants sont faits prisonniers, parmi lesquels figure Mountcashel, dangereusement mais pas mortellement blessé, qui s’est battu jusqu’au bout et, pour en finir, a chargé seul l’ennemi pour se faire tuer.
Le 31 juillet sourit aux Williamistes d’Ulster, à Derry comme à Enniskillen. La flotte anglaise de secours pénètre dans l’embouchure du port de Derry, apportant le salut à ses défenseurs. Au début d'août, Rosen et Berwick sont contraints de lever le siège de Derry, qui dure depuis plus de trois mois, et se retirent vers le sud. Les pertes ont été lourdes de part et d’autre : environ 4 000 défenseurs et 6 000 royalistes jacobites.
Sarsfield, sur le point de rejoindre Mountcashel, a fait demi tour pour Sligo dès qu’il a appris la défaite de Newtown-Butler. Culmore, Coleraine, et Ballyshannon, ont été reprises et renforcées. Les volontaires protestants retournent triomphalement dans leurs foyers à Cavan, Fermanagh, Tyrone, et Armagh. Un mouvement de panique au sein de ses troupes, créé par de fausses rumeurs, contraint Sarsfield à retraiter de Sligo vers Athlone. 
Six mois après son arrivée, à l’exception des forts de Charlemont et Carrickfergus, le roi James II ne dispose plus de garnison en Ulster - province peuplée d’écossais par son grand-père et dont les descendants le rejettent maintenant unanimement et lui résistent. Le 13 août, une armée de dix-huit régiments d’infanterie et quatre ou cinq de cavalerie, sous le commandement du maréchal duc de Schomberg et de son adjoint le comte Solmes, débarque à Belfast et prend possession des lieux. Le 20, l’artillerie du maréchal ouvre le feu sur Carrickfergus, défendue par les colonels McCarthy-Mor et Cormac O'Neill (descendants des comtes de Glencar et de Tyrone), pendant que la flotte bombarde le fort depuis la mer. Après huit jours d’une canonnade ininterrompue, la garnison se rend avec les honneurs, et Schomberg peut progresser vers le sud, en direction de Dublin.

### Dundalk, septembre-décembre 1689
Si Schomberg avance rapidement vers Dublin, Rosen estime que James II sera contraint d’abandonner la capitale. Mais le vieux duc est prudent. O'Regan, à Charlemont (en), et Berwick, à Newry, lui paraissent être des obstacles assez sérieux pour qu’il mette pratiquement un mois à progresser de Belfast à Dundalk, qu’il atteint en septembre. Là, une terrible dysenterie – héritée de soldats de Derry - frappe ses troupes, les met presque tous hors de combat, en tue un grand nombre et contraint Schomberg à prendre ses quartiers d’hiver au début de l’automne. Plusieurs français qui servent sous ses ordres désertent et rejoignent le quartier général de James II, à Drogheda, contre récompense.
En novembre, James retourne de Drogheda à Dublin, sans avoir été menacé par le duc de Schomberg, toujours bloqué à Dundalk, ses troupes étant encore incapable de combattre. Plusieurs mois prisonniers, lord Mountcashel parvient finalement au mois de décembre à s’évader et à rejoindre Dublin, où il est accueilli comme un miraculé.

### Fondateur et premier chef de la «brigade irlandaise», 1690-1694
Au début de 1690, Versailles réclamant des combattants irlandais en échange des armes et du corps français devant être envoyé en Irlande (sous les ordres de Lauzun), Justin est choisi par Louis XIV pour créer et commander sa « brigade irlandaise ».

Cette force comprend cinq régiments, Mountcashel, unité entretenue par Justin (qui vient d’être reconstituée à Cork), O'Brien, Dillon, Butler et Fielding, soit au total 5 000 hommes.
Les navires qui avaient convoyé Lauzun et ses 6 000 vétérans, débarqués à Cork en mars, repartent bientôt avec la brigade irlandaise. Mountcashel et ses hommes arrivent à Brest au mois de mai 1690. Le mois suivant, Justin est créé duc de Mountcashel par James II et admis aux honneurs du Louvre avec ce titre. Il est également nommé lieutenant général français par Louis XIV, avec une pension de 4 000 couronnes (sic).
Rapidement envoyé servir en Savoie (sous les ordres du maréchal de Saint Ruth), lord Justin s’y distingue particulièrement dans un combat près de Moutiers de Tarentaise (bataille de La Marsaille), le 11 septembre 1690, où il est blessé à la poitrine. Sa brigade perd environ 500 soldats au cours de cette campagne mais prend l’entier contrôle de la Savoie et capture le marquis de Sales, adversaire de la France. Le duc de Mountcashel, nommé commandant de la place de Chambéry, y demeure avec 3 000 de ses Irlandais. Il réorganise bientôt sa brigade en trois régiments (Mountcashel, O'Brien et Dillon), qui absorbent les effectifs des deux autres (Butler et Fielding). Chaque régiment compte désormais trois bataillons.
Pendant ce temps, en Irlande, lord Clancarty participe à la tête de son régiment à bataille de la Boyne, le 1er juillet 1690, défaite qui provoque la retraite de l’armée royale vers le sud-ouest. Clancarthy, comme il se doit, participe alors à la défense de la ville de Cork assiégée, où il est fait prisonnier par Sir Richard Cox lors de la capitulation de la ville, en octobre 1690. Ses forteresses de Blarney et Kilcrea sont occupées par les « williamistes ».
Transféré en Angleterre et incarcéré à la Tour de Londres, il est déchu de ses titres et de ses biens le 11 mai 1691.
L’usufruit de ses immenses domaines confisqués est toutefois accordé à sa mère, anglicane (plusieurs châteaux et 140 000 acres de terres, dont le revenu annuel était estimé, selon un calcul fait au milieu du XVIIIe siècle, à environ 150 000 £ de cette époque).
En juin 1691, lord Mountcashel est envoyé en Catalogne (sous le duc de Noailles), où il sert contre les Espagnols, notamment à la prise d’Urgell. Le 12 juillet 1691, en Irlande, la bataille d'Aughrim est une nouvelle défaite. Ulick Burke, vicomte Galway, neveu de Mountcashel et beau-frère de Sarsfield, comte de Lucan, y est tué à la tête de son régiment.

Les débris de l’armée royale retraitent vers le port de Limerick et, sous le commandement de Sarsfield, s’y retranchent.
Leur résistance héroïque incite le roi William à négocier leur reddition.
Lord Lucan obtient des conditions plus qu’honorables : le transfert de son armée en France en échange de Limerick, dont les forces williamistes prennent le contrôle en octobre 1691. Le 22 décembre 1691, Sarsfield et les restes de l’armée royale vaincue - 20 000 hommes, presque tous irlandais - embarquent à Cork pour Brest.
À son arrivée en Bretagne, cette force imposante y est réorganisée et demeure cantonnée aux environs de Brest. Elle doit en effet constituer le fer de lance d’une puissante force d’invasion franco-britannique destinée à débarquer en Angleterre dès l’été 1692.
La nouvelle armée de James II comprend deux régiments de Horse Guards, deux de Dragons (du roi et de la reine), les Foot Guards, six régiments d’infanterie (Dublin, Athlone, Limerick, O’Neill, Clancarty et « de la reine » ; chacun à deux bataillons et seize compagnies) et trois compagnies franches. Sarsfield est colonel du 2e régiment des horse guards. La position de lord Mountcashel ne change pas : il conserve le commandement de sa brigade, au service de Louis XIV, sans lien de subordination avec l’armée du roi James.
Plusieurs membres éminents du clan Carthy ont été tués au combat en Irlande, en particulier Donal Mac Carthy-Reagh (v.1640-1691), colonel d’un régiment d’infanterie de l’armée de James II et député du comté de Cork aux communes (1689).

Un neveu de ce dernier, Alexander, qui a servi à La Boyne et à Aughrim, passe en France avec un régiment composé de ses vassaux. Un autre parent, Dermod – alias Denis- (v.1630- après 1691), vicomte Timoleague, autre officier de l’armée de James II, émigre à La Rochelle où il fera souche.
Le 19 mai 1692, la bataille navale de La Hougue 19 mai 1692, remportée par la flotte anglo-hollandaise de William III, met fin au projet de débarquement rapide en Angleterre.
Le clan Carthy et ses alliés sont fort bien représentés à la cour de France, et pas seulement par le duc de Mountcashel. Sa nièce Honora, lady Lucan, qui n’a que dix-sept ans, a été élevée à la campagne et a passé les deux dernières années en bivouac aux côtés de son mari, découvre la société parisienne et la cour avec enthousiasme. Saint Simon écrit d’elle : « Elle était à la première fleur de son âge, touchante, faite à peindre, un nymphe ». Admirée pour sa beauté et pour son élégance, elle danse admirablement. « [She] was as beautiful as the dawn and was, I have been told, very virtuous. She was lively and loved dancing, took part in all proper merrymaking, and it was she who introduced English square dancing into the French Court » (Mémoires du second duc de Berwick).
Au début du printemps 1693 la campagne débute, lord Mountcashel commande sa brigade autonome sur le Rhin, sous les ordres du maréchal de Lorges. Sarsfield, nommé Major général, a lui pour mission, sous le maréchal de Luxembourg, de s’emparer des principales villes des Flandres encore aux mains des « alliés ». En avril, lady Lucan, qui accompagne son mari en campagne, donne naissance à un fils, James Francis Edward Sarsfield, qui porte les prénoms du Prince de Galles.
Le 29 juillet 1693, à la bataille de Landen, lord Lucan fait face à l’armée de William III. Blessé par une balle aux poumons, il meurt trois jours plus tard à Huy, lady Honora et leur bébé à son chevet. Lady Lucan décide de s’établir près de la tombe de son mari et va y vivre dans une réelle pauvreté.
Mountcashel obtient que le brevet de colonel du 2e régiment des horse guards, que détenait Sarsfield, soit attribué à lord Clancarthy, toujours incarcéré à la Tour de Londres. Ainsi ne sortira-t-il pas de la famille et pourra revenir un jour, qui sait, au fils de lady Honora.
Cinq années de campagnes difficiles, les blessures d’Irlande et de Savoie ont altéré la santé de lord Mountcashel, qui a passé les cinquante-cinq ans mais bouillonne encore de projets. Le général a conçu un plan d’invasion de l’île de Jersey, dont-il entend s’emparer lui-même, puis la sécuriser au profit de James II. De là, l’Angleterre, l’Irlande…
En attendant, en juin 1694, il se résout à aller prendre les eaux dans les Pyrénées, à Barèges, pour tenter de soigner sa vieille blessure aux poumons. C’est dans cette station thermale que le duc de Mountcashel meurt, sans postérité, le 1er juillet 1694, laissant son clan et sa brigade orphelins d’un éminent capitaine.

## Source
- Cet article est partiellement ou en totalité issu de l'article intitulé « Justin Mac Carthy » (voir la liste des auteurs). (voir aussi la page de discussion)